# Sacrofanita
La sacrofanita és un mineral de la classe dels silicats, que pertany al grup de la cancrinita. Rep el nom de la localitat de Sacrofano, a Itàlia, la seva localitat tipus.

## Característiques
La sacrofanita és un silicat de fórmula química (Na61K19Ca32)(Si84Al84O336)(SO₄)26Cl₂F₆· 2H₂O. Va ser aprovada com a espècie vàlida per l'Associació Mineralògica Internacional l'any 1979. Cristal·litza en el sistema hexagonal. La seva duresa a l'escala de Mohs es troba entre 5,5 i 6.
Segons la classificació de Nickel-Strunz, la sacrofanita pertany a «09.FB - Tectosilicats sense H₂O zeolítica amb anions addicionals» juntament amb els següents minerals: afghanita, bystrita, cancrinita, cancrisilita, davyna, franzinita, giuseppettita, hidroxicancrinita, liottita, microsommita, pitiglianoïta, quadridavyna, tounkita, vishnevita, marinellita, farneseïta, alloriïta, fantappieïta, cianoxalita, balliranoïta, carbobystrita, depmeierita, kircherita, bicchulita, danalita, genthelvita, haüyna, helvina, kamaishilita, lazurita, noseana, sodalita, tsaregorodtsevita, tugtupita, marialita, meionita i silvialita.

## Formació i jaciments
Va ser descoberta a la vall de Biachella, a la localitat de Sacrofano, a la regió del Laci (Itàlia). També ha estat trobada a la propera muntanya de Cavalluccio, així com al massís alcalí de Turii, a l'óblast de Múrmansk (Rússia). Aquests tres indrets són els únics de tot el planeta on ha estat descrita aquesta espècie mineral.